# Sikorzyno
Sikorzyno (kaszub. Sëkòrzëno) – wieś w Polsce, położona w województwie pomorskim, w powiecie kartuskim, w gminie Stężyca, na Kaszubach, na południowym obrzeżu Kaszubskiego Parku Krajobrazowego.
Sikorzyno 31 grudnia 2014 r. miało 537 stałych mieszkańców, z których 419 osób mieszkało w głównej części wsi. Sikorzyno ma także 2 kolonie będące jego częściami: Nowa Sikorska Huta i Stara Sikorska Huta.
Wieś jest siedzibą sołectwa Sikorzyno, w którego skład wchodzą również Nowa Sikorska Huta i Stara Sikorska Huta. 
Przed dostosowaniem linii kolejowej Kościerzyna-Somonino do warunków magistrali węglowej Sikorzyno znajdowało się na starym odcinku (Kościerzyna-Gołubie) tej linii.
W latach 1975–1998 miejscowość administracyjnie należała do województwa gdańskiego.
| SIMC    | Nazwa               | Rodzaj  |
| ------- | ------------------- | ------- |
| 0173976 | Nowa Sikorska Huta  | kolonia |
| 0174119 | Stara Sikorska Huta | kolonia |

## Zabytki
Według rejestru zabytków NID na listę zabytków wpisany jest zespół dworski z k. XVIII, XIX w., nr rej. 1135 z 13.07.1995: dwór Wybickich i park.

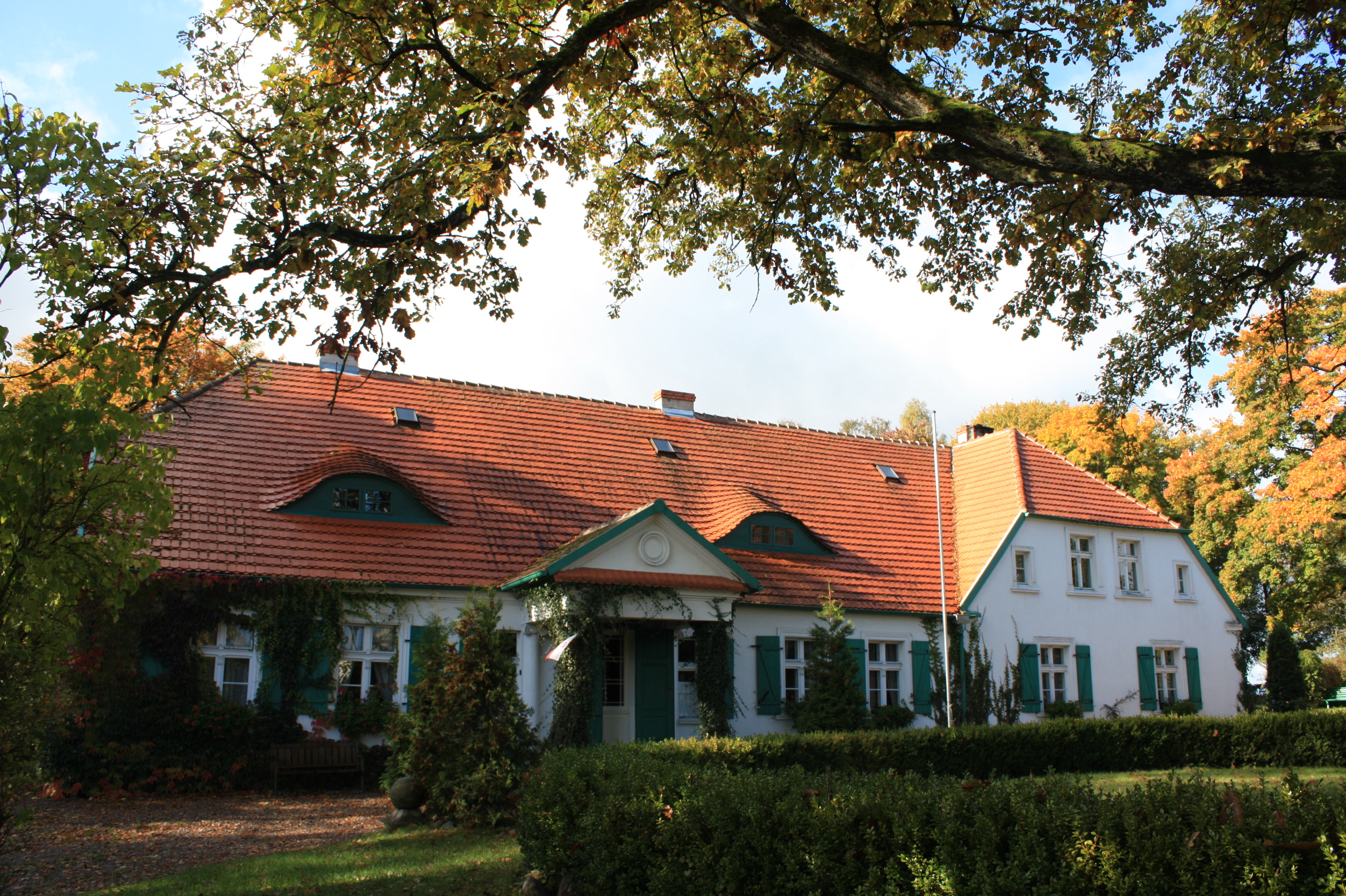
Dwór
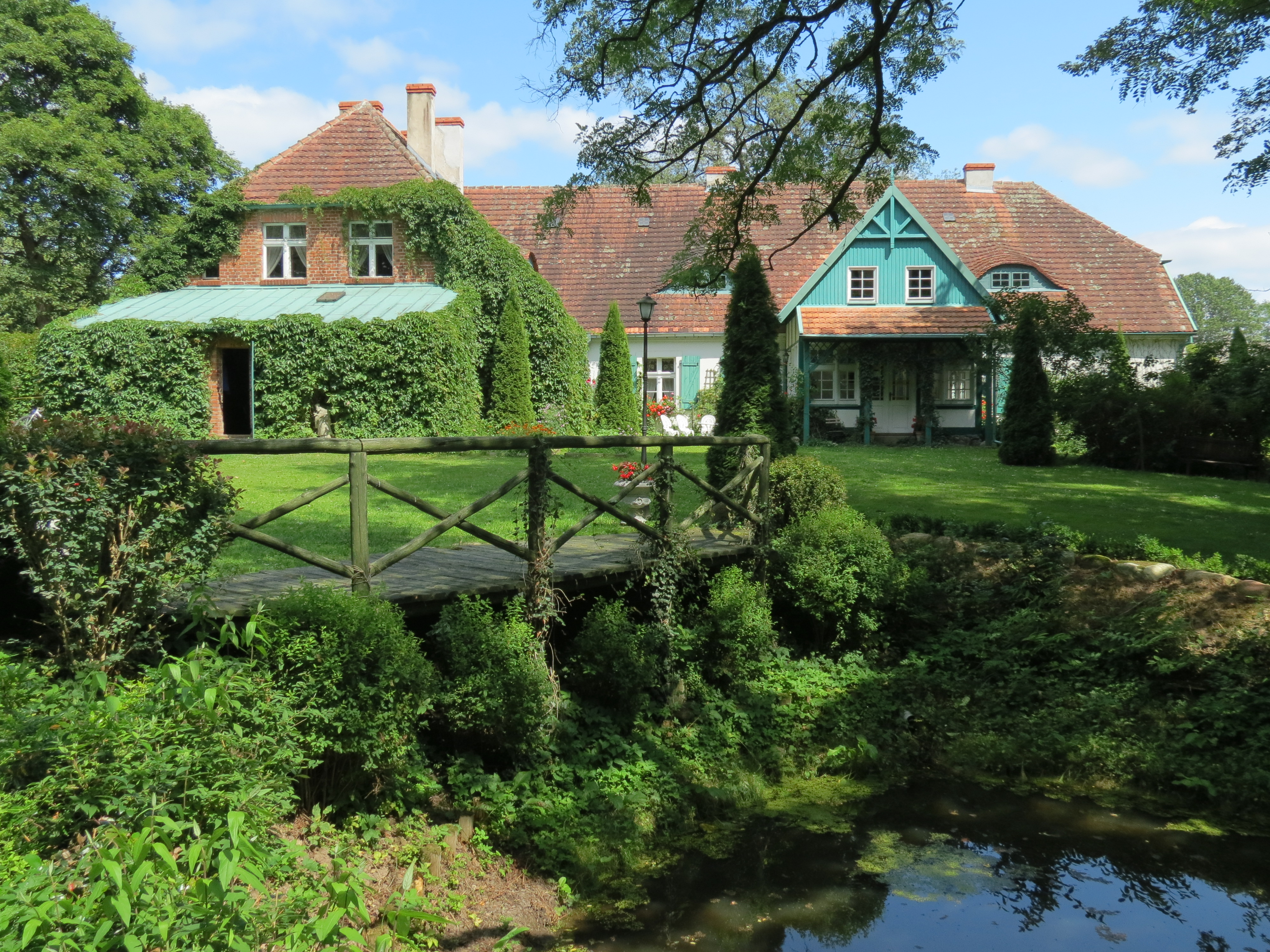
Dwór – widok od zachodu
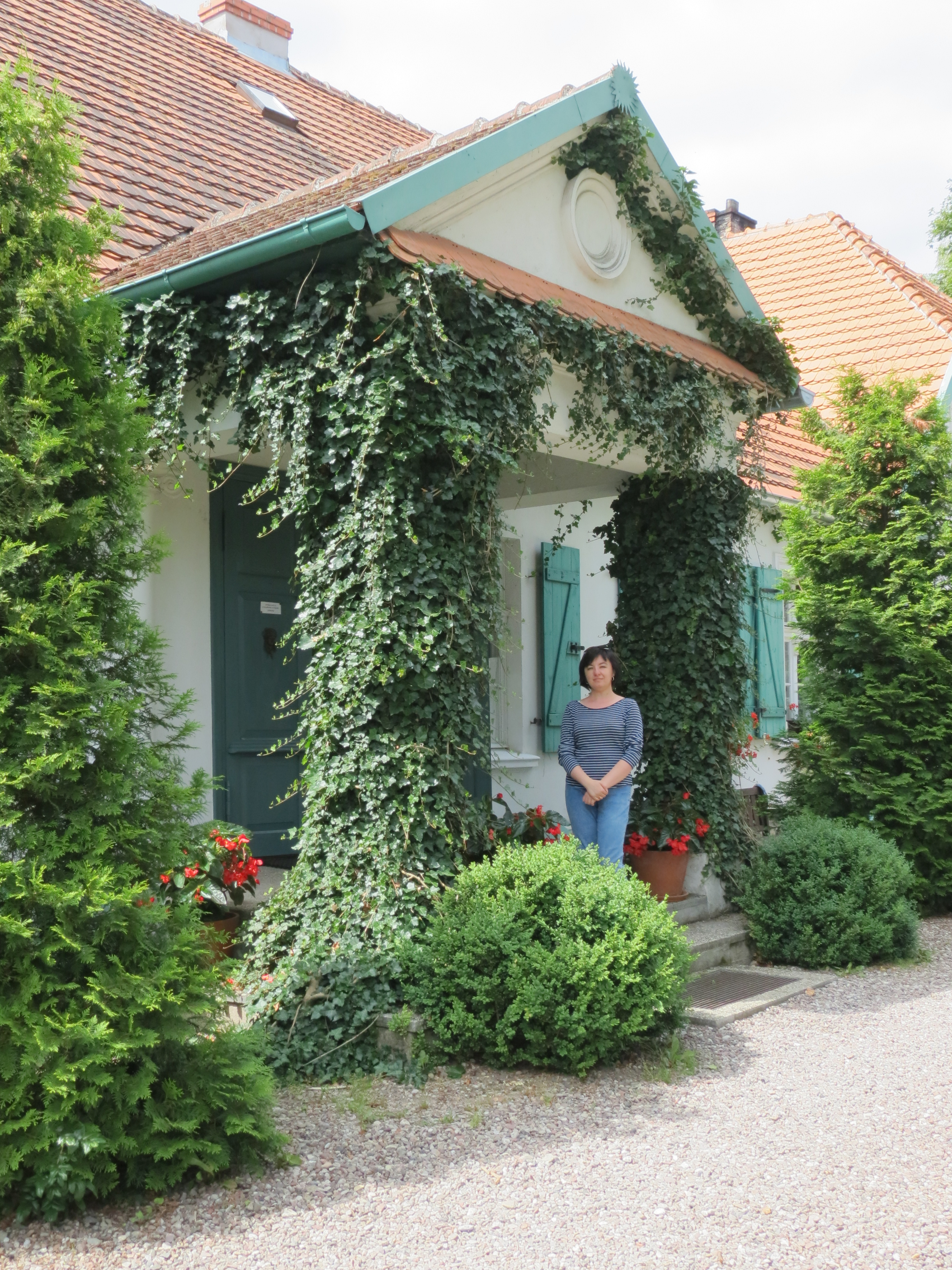
Wejście główne, widok od południowego wschodu
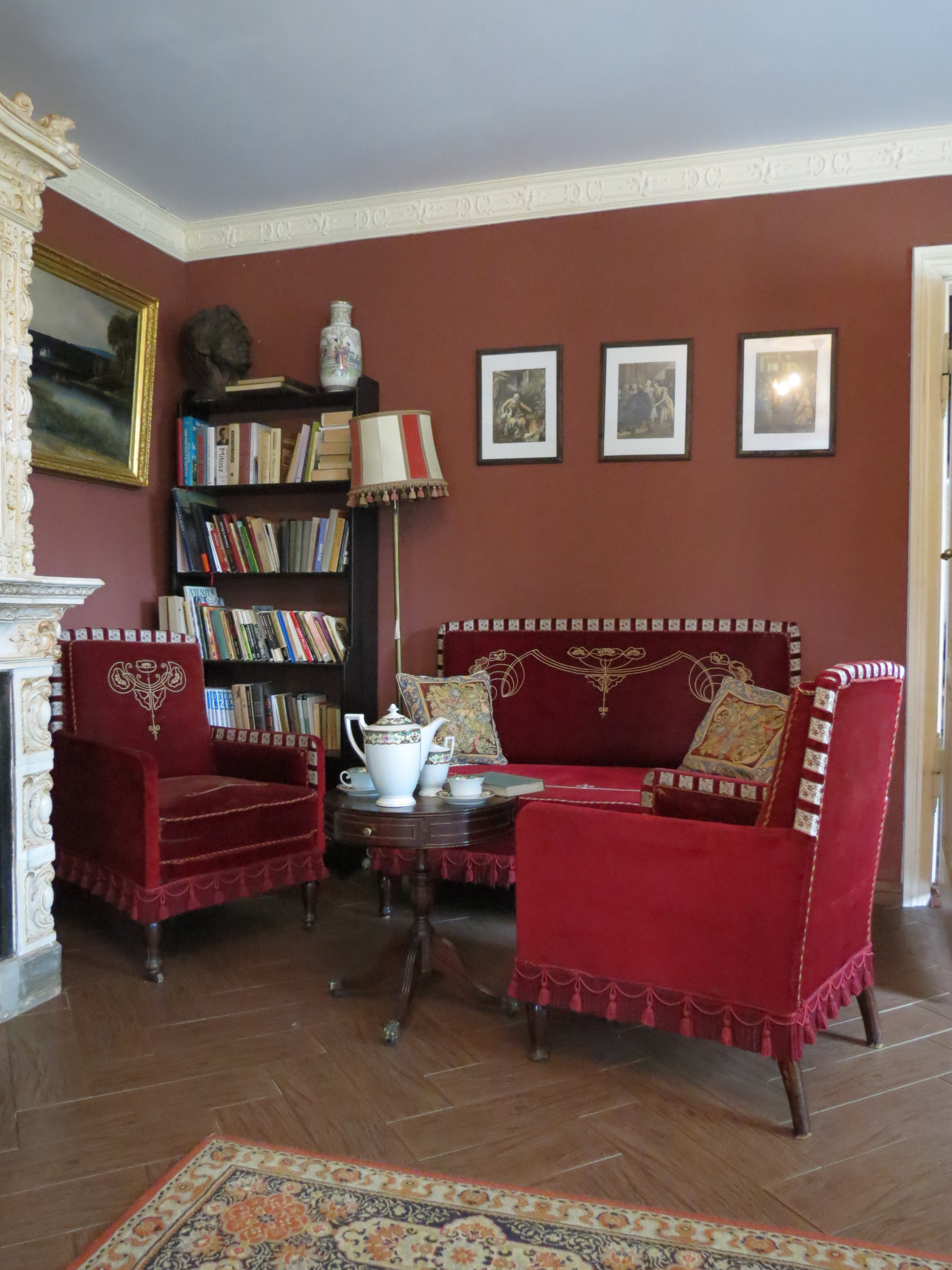
Wnętrza dworu
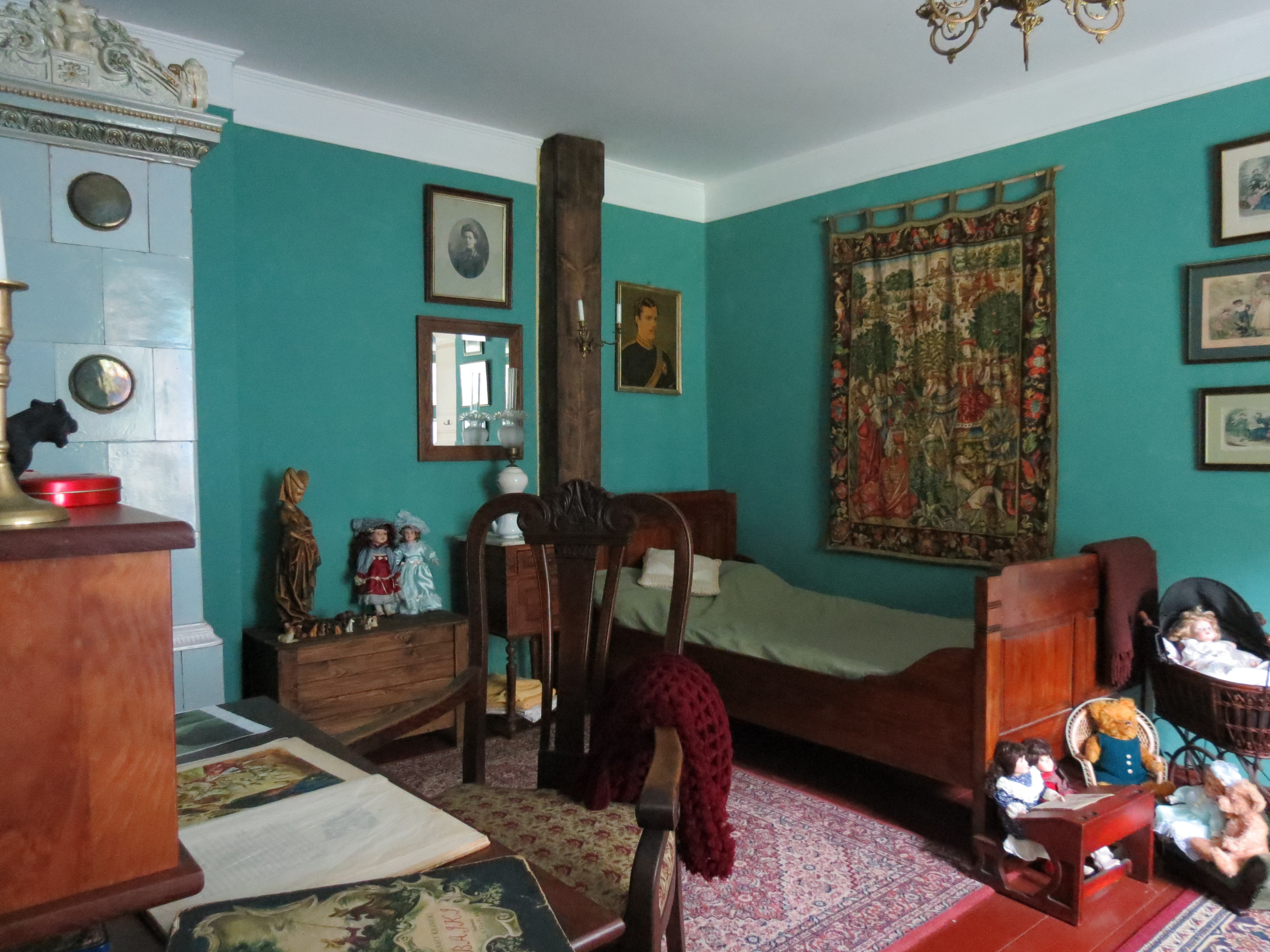
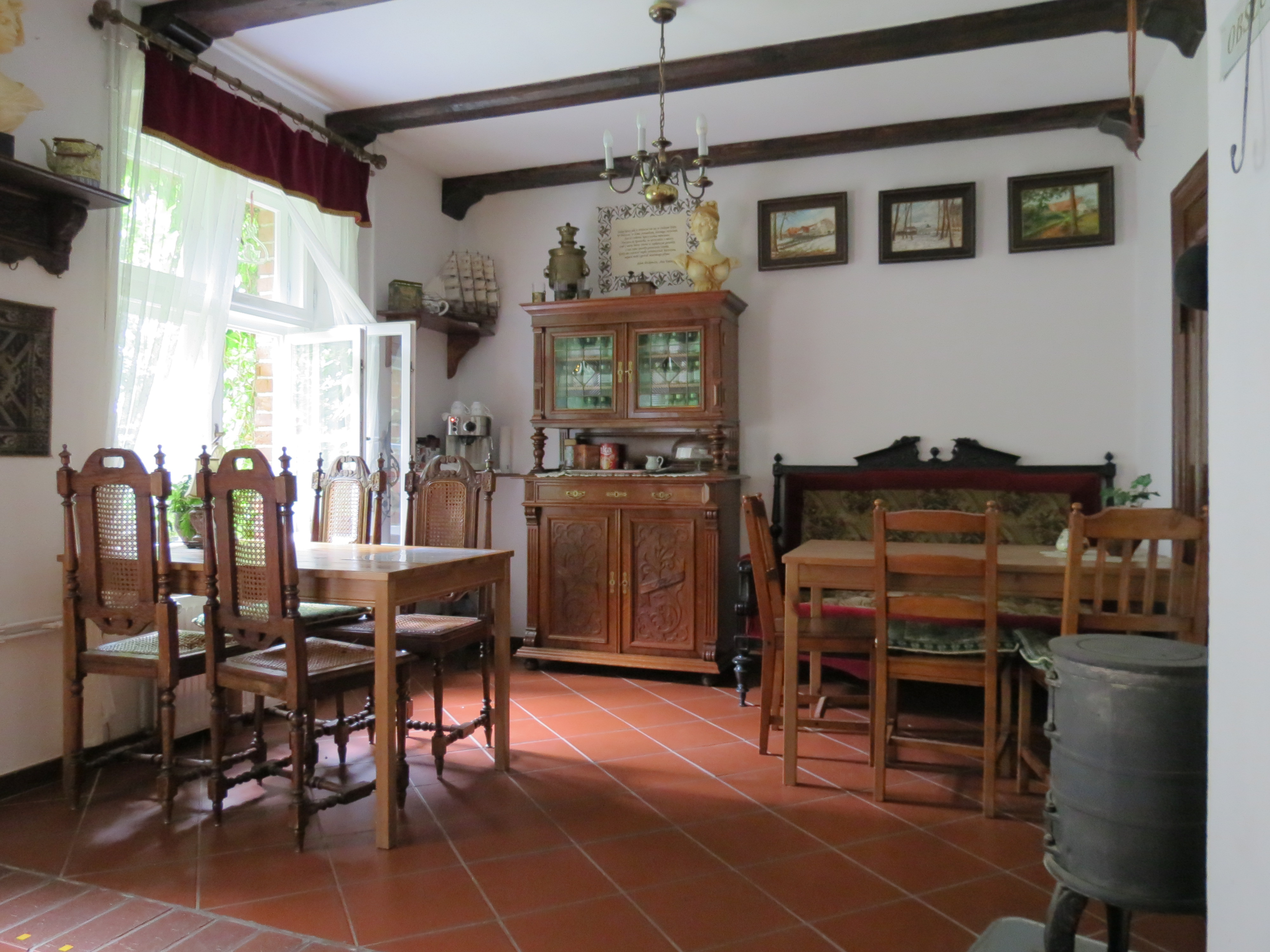
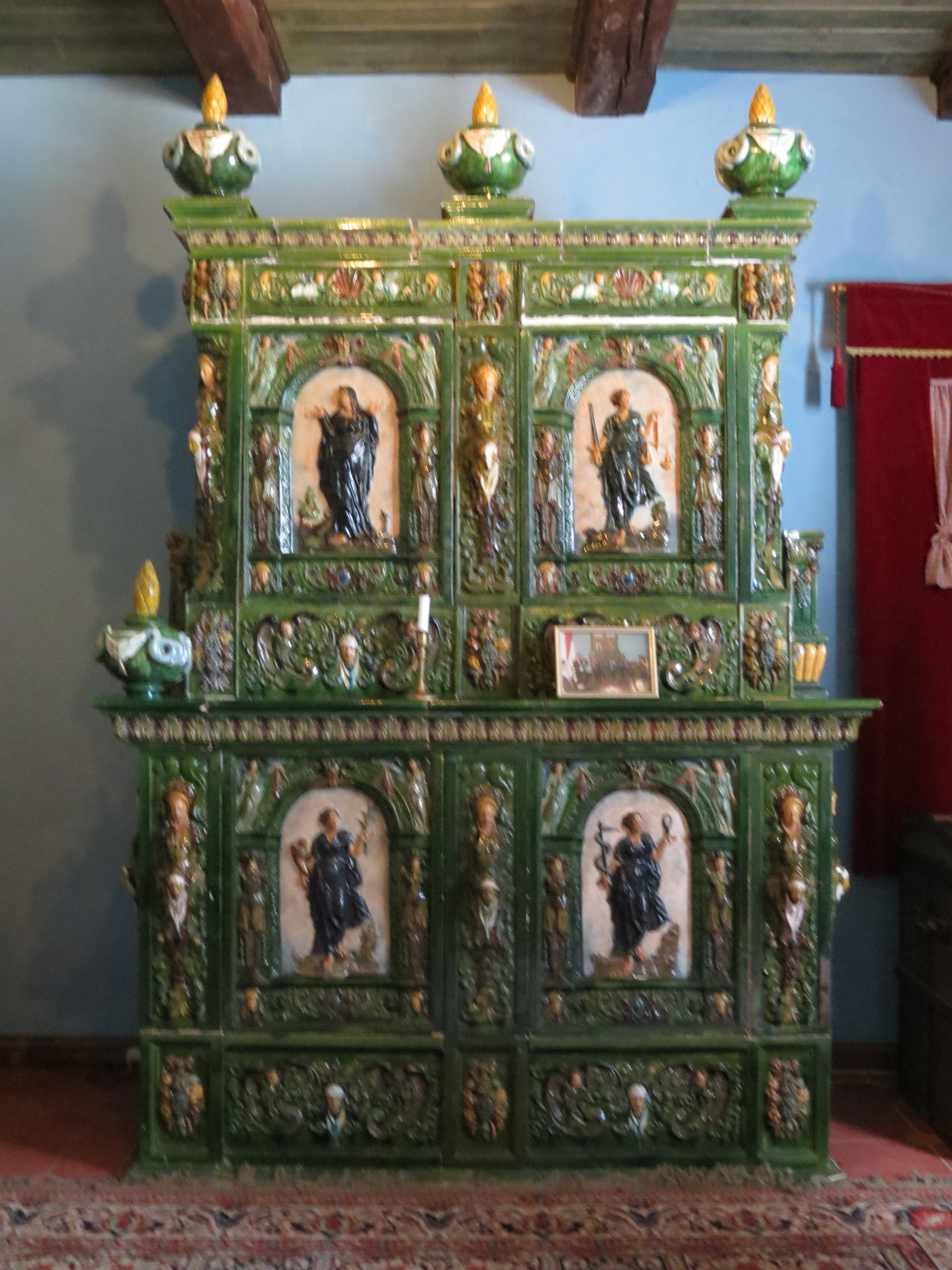
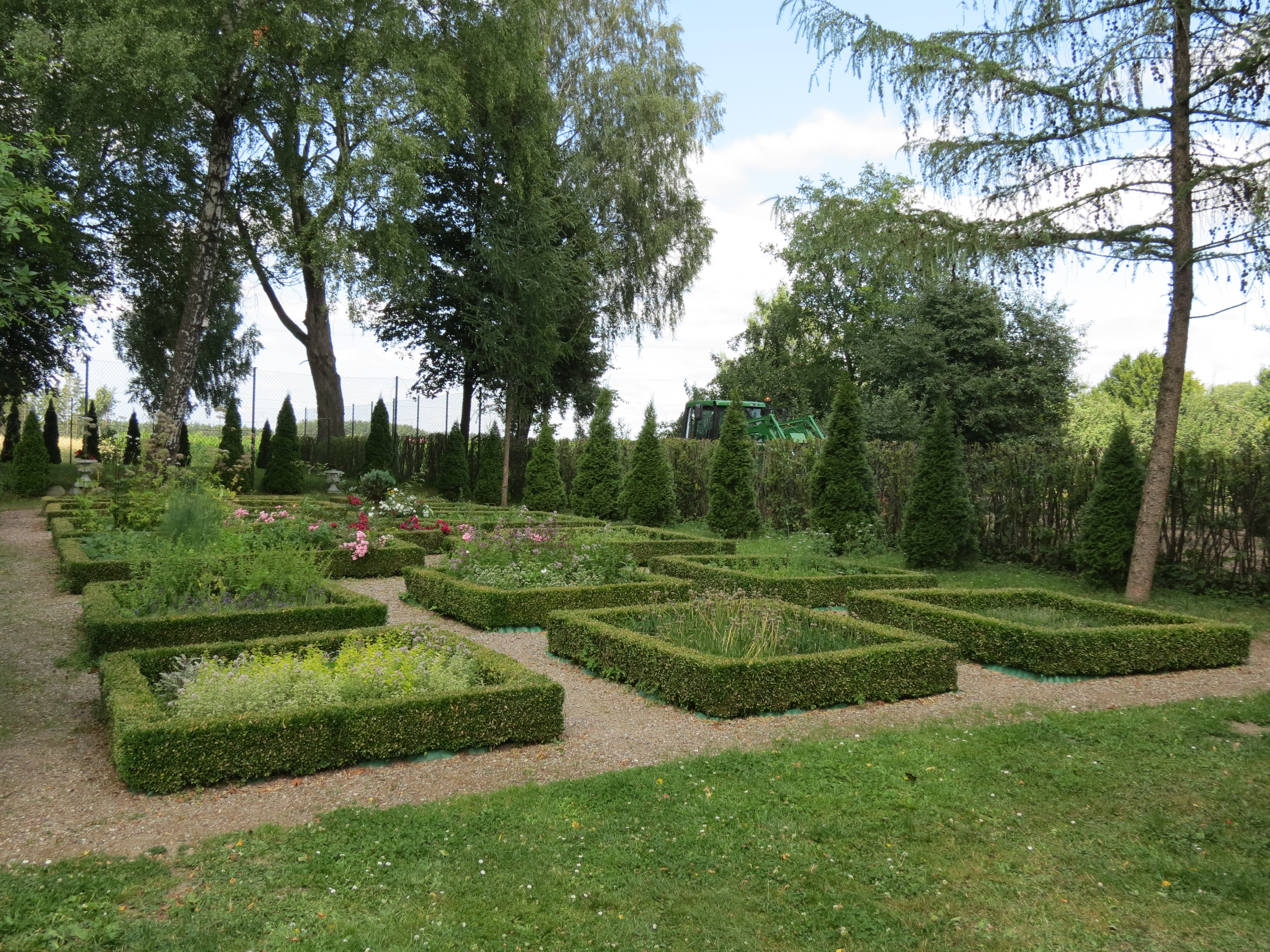
Park dworski